# Paul Smith (boxeador)
Paul Smith Jr. (6 de octubre de 1982) es un ex boxeador profesional británico que compitió de 2003 a 2017. Tuvo el título de peso medio en inglés en 2008, el título de peso súper mediano británico dos veces entre 2009 y 2014, y desafió tres veces por un título mundial súper mediano.

## Carrera amateur
Smith comenzó a boxear a los nueve años con el club de boxeo amateur Rotunda y luchó en Sudáfrica, Uzbekistán y Dinamarca en representación de Inglaterra. Viene de una familia de boxeadores y él y sus hermanos (Stephen, Liam y Callum) se convirtieron en el primer grupo de hermanos en ganar todos los títulos de ABA. Paul ganó medallas de plata para su país en la Copa de Copenhague 2001 y en los Juegos de la Commonwealth 2002, perdiendo ante Jean Pascal por dos puntos; Smith fue luego recogido por Frank Warren y se volvió profesional.

## Carrera profesional

### Carrera temprana
La carrera de Smith ha presentado muchos combates realizados principalmente en el Reino Unido, Alemania y los Estados Unidos. Se ha enfrentado a Andre Ward y Arthur Abraham por el título de OMB Super-Middleweight dos veces. La primera fue una decisión polémica.
El 10 de marzo de 2007, derrotó al belga Alexander Polizzi en Liverpool, ganando el título internacional de peso mediano de la UMC en la octava ronda.
El 20 de marzo de 2007, participó en la respuesta del boxeo a la Ryder Cup de Golf que luchó contra el estadounidense Jonathan Reid; el originario de Nashville, Tennessee, perdió ante Smith por un nocaut técnico.

#### El contendiente
El 4 de septiembre de 2007, Smith se unió a otros nueve aspirantes de boxeo como miembros de la tercera temporada de The Contender. Smith luchó contra su rival David Banks de Portland, Oregon, y terminó con una victoria para Smith por decisión dividida. Sin embargo, dado que Smith tuvo el total de puntos más bajo entre los boxeadores restantes, fue descalificado. La victoria sobre David Banks se libró en Pasadena, California, y se transmitió por ESPN e ITV; Ray Leonard dijo que Smith dejó que su ira le quitara su habilidad. A Smith le quedaron dos cortes, uno en la nariz y otro alrededor del ojo; esto significaba que no era apto médicamente para continuar el concurso independientemente de su rendimiento.
Smith regresó a Inglaterra y derrotó a Cello Renda para ganar el vacante título de peso medio inglés. Perdió el título en su próxima pelea contra Steven Bendall el 21 de junio de 2008 en Birmingham, Inglaterra, en una decisión muy disputada.

### Campeón británico súper mediano
El 30 de octubre de 2009, Smith desafió a Tony Quigley por el título súper mediano británico en la Echo Arena de Liverpool. Quigley era el titular del título británico después de derrotar a Tony Dodson solo unos meses antes en el mismo lugar. La pelea fue muy  apretada pero Smith finalmente ganó por decisión dividida en 12 asaltos, lo que lo coronó como el nuevo titular británico de peso súper mediano.
La primera defensa de Smith de su título se produjo en su trigésimo concurso profesional en el Echo Arena, Liverpool el 12 de marzo de 2010, contra Tony Dodson. Smith ganó de nuevo, esta vez a través de una decisión unánime de 12 asaltos.
Smith derrotó al medallista de oro de Beijing 2008, James DeGale en el Echo Arena, Liverpool, el 11 de diciembre de 2012. La pelea se detuvo en la novena ronda cuando DeGale conectó ganchos de izquierda a espalda sobre Smith, lo que hizo que este último perdiera a su título.

### Smith vs. Groves

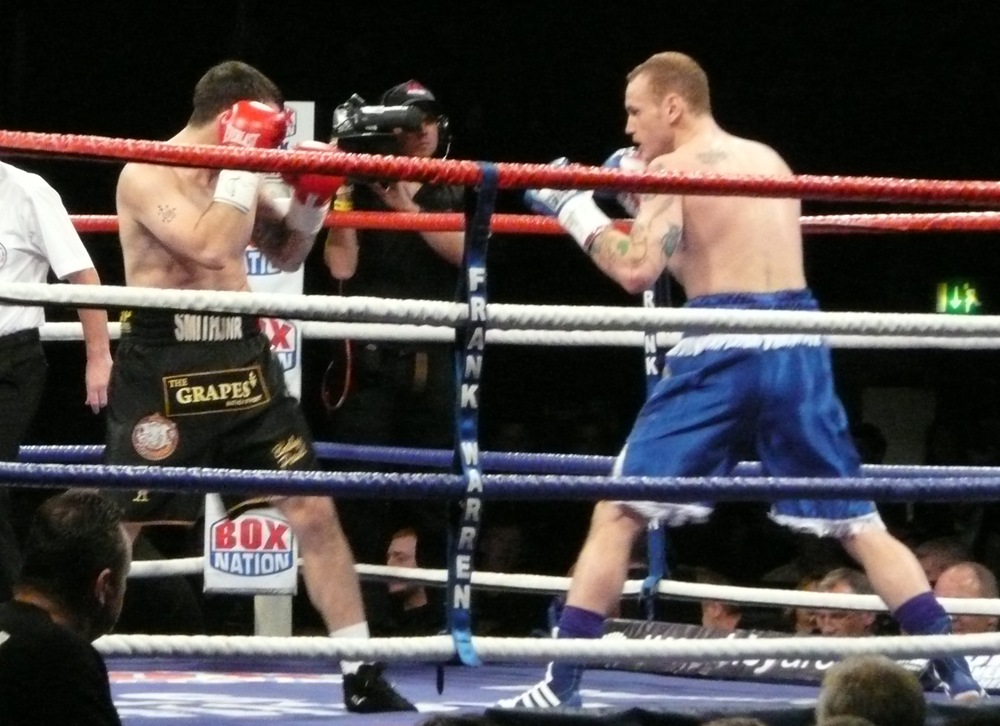
Smith (izq.) vs. Groves, 2011

After winning his next two fights, Smith once again challenged for the British title and the Commonwealth title against George Groves.
Después de ganar sus próximas dos peleas, Smith desafió una vez más el título británico y el título de la Commonwealth contra George Groves. La pelea tuvo lugar en  Londres, en el Wembley Arena, el 5 de noviembre de 2011. Smith ganó la primera ronda con las tres tarjetas de jueces y conectó un duro golpe a Groves hacia el final de la ronda. Sin embargo, un minuto después de la segunda ronda, una ventaja directa desde Groves hasta la mandíbula de Smith lo derribó. Smith pudo vencer el conteo solo para ser derribado nuevamente, lo que obligó al árbitro a detener el combate.

### Smith vs. Abraham
El 27 de septiembre de 2014, Smith se enfrentó al titular de la OMB de peso súper mediano Arthur Abraham en Kiel, Alemania. A pesar de que posiblemente superó a Abraham durante las 12 rondas completas, los jueces decidieron a favor de los armenios por un puntaje de 119-109, 117-111 y 117-110. Muchos observadores del ring consideraron que la pelea estaba mucho más cerca de lo que lo dictaron los jueces y que el promotor de Smith, Eddie Hearn, calificó a los jueces como una "desgracia".
Los dos se enfrentaron en una revancha el 21 de febrero de 2015 en el O2 World Arena en Berlín. Esta también fue de 12 rondas completas, ya que Abraham ganó a través de puntos en las tres tablas de puntuación (116-112, 117-111 dos veces).

### Smith vs. Ward
Después de su derrota ante Abraham, Smith enfrentó al boxeador mejor libra por libra, Andre Ward. Esta fue la primera pelea de Ward en 19 meses, luego de una disputa promocional que lo dejó al margen y le hizo perder sus títulos. La pelea fue programada para el 20 de junio de 2015 en el Oracle Arena en California en una pelea de peso de 172 libras. Ward ganó por TKO en la novena ronda. Ward estaba ganando cada ronda en el momento de la detención (80-72, 3 veces). Smith perdió peso, llegando a 176.4 libras y recibió una multa del 20% ($45,000) de su bolso de $225,000 por la Comisión Atlética del Estado de California, la mitad de los cuales fue a Ward y la mitad a la comisión. A pesar de estar disponible en más de 90 millones de hogares, la pelea promedió 323,000 espectadores en BET.

### Smith vs. Zeuge
El tercer y último desafío de título mundial de Smith fue contra el campeón de peso súper mediano AMB (Regular) Tyron Zeuge en junio de 2017 en el Rittal Arena Wetzlar. El joven Zeuge resultó ser demasiado para Smith, ya que ganó por una amplia decisión unánime (119-108, 119-108, 119-108). Zeuge superó a Smith con su jab y pudo derribarlo en el último asalto.

## Vida personal
Paul Smith proviene de una familia de boxeadores profesionales, que incluye a Stephen Smith, Liam Smith y Callum Smith.

## Récord profesional
| 38 Victorias (22 KOs), 7 Derrotas |        |                   |      |              |            |                                                   |                                                                    |
| Res.                              | Récord | Oponente          | Tipo | Rd., Tiempo  | Datos      | Localidad                                         | Notas                                                              |
| Derrota                           | 38–7   | Tyron Zeuge       | UD   | 12           | 17-06-2017 | Rittal Arena, Wetzlar, Alemania                   | Por el título Regular de la WBA y de la GBU del peso supermediano  |
| Victoria                          | 38–6   | Daniel Regi       | TKO  | 5 (6), 2:16  | 10-09-2016 | The O2 Arena, Londres, Inglaterra                 |                                                                    |
| Victoria                          | 37–6   | Bartlomiej Grafka | PTS  | 6            | 29-05-2016 | Goodison Park, Liverpool, Inglaterra              |                                                                    |
| Victoria                          | 36–6   | Bronislav Kubin   | TKO  | 3 (6), 0:25  | 07-05-2016 | Manchester Arena, Manchester, Inglaterra          |                                                                    |
| Derrota                           | 35–6   | Andre Ward        | TKO  | 9 (12), 1:46 | 20-06-2015 | Oracle Arena, Oakland, California                 |                                                                    |
| Derrota                           | 35–5   | Arthur Abraham    | UD   | 12           | 21-02-2015 | O2 World Arena, Berlín, Alemania                  | Por el título mundial de la WBO del peso supermediano              |
| Derrota                           | 35–4   | Arthur Abraham    | UD   | 12           | 27-09-2014 | Sparkassen-Arena, Kiel, Alemania                  | Por el título mundial de la WBO del peso supermediano              |
| Victoria                          | 35–3   | David Sarabia     | TKO  | 2 (8), 1:17  | 17-05-2014 | Motorpoint Arena, Cardiff, Gales                  |                                                                    |
| Victoria                          | 34–3   | Jamie Ambler      | PTS  | 6            | 14-12-2013 | ExCeL, Londres, Inglaterra                        |                                                                    |
| Victoria                          | 33–3   | Tony Dodson       | TKO  | 6 (12), 2:31 | 29-06-2013 | Bolton Arena, Bolton, Inglaterra                  | Gana el vacante título Británico del peso supermediano             |
| Victoria                          | 32–3   | Tommy Tolan       | RTD  | 4 (6), 3:00  | 09-11-2012 | Liverpool Olympia, Liverpool, Inglaterra          |                                                                    |
| Derrota                           | 31–3   | George Groves     | TKO  | 2 (12), 1:18 | 05-11-2011 | Wembley Arena, Londres, Inglaterra                | Por el título Británico y de la Commonwealth del peso supermediano |
| Victoria                          | 31–2   | Paul Samuels      | TKO  | 1 (8), 2:22  | 17-09-2011 | Liverpool Olympia, Liverpool, Inglaterra          |                                                                    |
| Victoria                          | 30–2   | Jozsef Matolcsi   | KO   | 1 (8), 0:58  | 21-05-2011 | The O2 Arena, Londres, Inglaterra                 |                                                                    |
| Derrota                           | 29–2   | James DeGale      | TKO  | 9 (12), 2:08 | 11-12-2010 | Echo Arena, Liverpool, Inglaterra                 | Pierde el título Británico del peso supermediano                   |
| Victoria                          | 29–1   | Tony Dodson       | UD   | 12           | 12-03-2010 | Echo Arena, Liverpool, Inglaterra                 | Retiene el título Británico del peso supermediano                  |
| Victoria                          | 28–1   | Tony Quigley      | SD   | 12           | 30-10-2009 | Echo Arena, Liverpool, Inglaterra                 | Gana el título Británico del peso supermediano                     |
| Victoria                          | 27–1   | Michal Bilak      | PTS  | 8            | 18-07-2009 | MEN Arena, Manchester, Inglaterra                 |                                                                    |
| Victoria                          | 26–1   | Rashid Matumla    | TKO  | 2 (12), 2:35 | 14-03-2009 | MEN Arena, Manchester, Inglaterra                 | Gana el vacante título WBA International del peso supermediano     |
| Victoria                          | 25–1   | Ciaran Healy      | PTS  | 6            | 12-12-2008 | Kingsway Leisure Centre, Widnes, Inglaterra       |                                                                    |
| Victoria                          | 24–1   | Danny Thornton    | KO   | 6 (8), 2:50  | 06-09-2008 | MEN Arena, Manchester, Inglaterra                 |                                                                    |
| Derrota                           | 23–1   | Steven Bendall    | PTS  | 10           | 21-06-2008 | National Indoor Arena, Birmingham, Inglaterra     | Pierde el título Inglés del peso mediano                           |
| Victoria                          | 23–0   | Cello Renda       | TKO  | 6 (10), 1:55 | 08-03-2008 | The O2 Arena, Londres, Inglaterra                 | Gana el vacante título Inglés del peso mediano                     |
| Victoria                          | 22–0   | Francis Cheka     | PTS  | 8            | 08-12-2007 | Bolton Arena, Bolton, Inglaterra                  |                                                                    |
| Victoria                          | 21–0   | David Banks       | SD   | 5            | 09-10-2007 | The Contender Arena, Los Ángeles, California      | Parte del The Contender series 3                                   |
| Victoria                          | 20–0   | Jonathan Reid     | TKO  | 7 (8), 1:21  | 30-03-2007 | Metro Radio Arena, Newcastle, Inglaterra          | Parte del The Contender Challenge: UK vs. USA                      |
| Victoria                          | 19–0   | Alexander Polizzi | TKO  | 8 (12)       | 10-03-2007 | Liverpool Olympia, Liverpool, Inglaterra          |                                                                    |
| Victoria                          | 18–0   | Ryan Walls        | TKO  | 4 (8), 2:48  | 18-11-2006 | Newport Centre, Newport, Gales                    |                                                                    |
| Victoria                          | 17–0   | Dean Walker       | TKO  | 3 (10), 2:49 | 14-10-2006 | MEN Arena, Manchester, Inglaterra                 | Gana el vacante título British Central Area del peso mediano       |
| Victoria                          | 16–0   | Conroy McIntosh   | PTS  | 8            | 01-06-2006 | Metrodome, Barnsley, Inglaterra                   |                                                                    |
| Victoria                          | 15–0   | Hussain Osman     | TKO  | 4 (6), 2:00  | 11-03-2006 | Newport Centre, Newport, Gales                    |                                                                    |
| Victoria                          | 14–0   | Simeon Cover      | PTS  | 6            | 03-06-2005 | MEN Arena, Manchester, Inglaterra                 |                                                                    |
| Victoria                          | 13–0   | Rob Burton        | KO   | 1 (6), 1:54  | 11-02-2005 | MEN Arena, Manchester, Inglaterra                 |                                                                    |
| Victoria                          | 12–0   | Howard Clarke     | KO   | 1 (6), 2:11  | 17-12-2004 | Everton Park Sports Centre, Liverpool, Inglaterra |                                                                    |
| Victoria                          | 11–0   | Jason Collins     | TKO  | 1 (6), 1:42  | 01-10-2004 | MEN Arena, Manchester, Inglaterra                 |                                                                    |
| Victoria                          | 10–0   | Ojay Abrahams     | PTS  | 4            | 10-09-2004 | Everton Park Sports Centre, Liverpool, Inglaterra |                                                                    |
| Victoria                          | 9–0    | Steve Timms       | TKO  | 1 (6), 2:57  | 12-06-2004 | MEN Arena, Manchester, Inglaterra                 |                                                                    |
| Victoria                          | 8–0    | Howard Clarke     | PTS  | 4            | 03-04-2004 | MEN Arena, Manchester, Inglaterra                 |                                                                    |
| Victoria                          | 7–0    | Davy Jones        | PTS  | 4            | 26-02-2004 | Kingsway Leisure Centre, Widnes, Inglaterra       |                                                                    |
| Victoria                          | 6–0    | Joel Ani          | PTS  | 4            | 13-12-2003 | MEN Arena, Manchester, Inglaterra                 |                                                                    |
| Victoria                          | 5–0    | Mike Duffield     | TKO  | 1 (4), 2:41  | 10-02-2003 | Everton Park Sports Centre, Liverpool, Inglaterra |                                                                    |
| Victoria                          | 4–0    | Patrick Cito      | PTS  | 4            | 29-08-2003 | Everton Park Sports Centre, Liverpool, Inglaterra |                                                                    |
| Victoria                          | 3–0    | Silver Fox        | TKO  | 2 (4), 2:40  | 20-06-2003 | Everton Park Sports Centre, Liverpool, Inglaterra |                                                                    |
| Victoria                          | 2–0    | Andrey Ivanov     | TKO  | 2 (4), 1:00  | 08-05-2003 | Kingsway Leisure Centre, Widnes, Inglaterra       |                                                                    |
| Victoria                          | 1–0    | Howard Clarke     | PTS  | 4            | 05-04-2003 | MEN Arena, Manchester, Inglaterra                 |                                                                    |